# ナボポラッサル
ナボポラッサル（Nabopolassar、アッカド語表記ではナブー・アパル・ウスル Nabû-apal-usur、紀元前658年 - 紀元前605年）は、新バビロニアの建国者（在位：紀元前625年 - 紀元前605年）にして新アッシリア帝国滅亡の立役者である。セム系アラム人とされる。

## 概要

### 建国～ニネヴェ陥落
アッシリア支配下にあったバビロニア南部（カルデア）の属州総督だった。紀元前627年頃にアッシリア王アッシュールバニパルが没すると、アッシリア帝国内には政治的に不安定な状況が生まれた。この間隙を突いて紀元前625年に反乱を起こし、バビロンに入城してアッシリアからの独立とバビロン王を宣言。紀元前616年までに、ナボポラッサルはバビロニア地方の全ての地域を支配下に収めた。
紀元前616年頃からバビロニア北部へ勢力を拡大（en:Battle of Arrapha）。アッシリア帝国とエジプト王国の同盟に対抗するため、ナボポラッサルは、メディア国のキュアクサレス王と同盟を結ぶ。紀元前615年までに、彼はニップルを占領。その後、アッシュールを包囲するメディア軍を支援するため、彼は軍を率いて進んだが、バビロニア軍が到着する前にアッシュールは陥落してしまった（アッシュール陥落）。
内部の争いと無能な統制により、アッシリアは弱体化していた。紀元前612年、ニネヴェを略奪するために集結したバビロニア軍とメディア軍の連合軍に対抗する力は、もはやアッシリアには残されていなかった。長期の包囲戦（ニネヴェの戦い）の末、連合軍は都市を制圧。ニネヴェ陥落の際、アッシリア王シン・シャル・イシュクンはおそらく死亡したものと思われる。シン・シャル・イシュクンの兄弟だったかもしれない、アッシュール・ウバリト2世は残党を率いてハランへと逃れていった。

### シリア地方での戦争～その死
だが、アッシリアの完全な滅亡を目指す新バビロニア国・メディア国の連合軍は、追撃の手を緩めなかった。その翌年（紀元前611年？）、バビロニア軍はハッラーン周辺地域で略奪を行い、紀元前610年、包囲戦の末、ハッラーンを陥落させた（ハッラーン陥落）。詳細は判然としないが、アッシュール・ウバリト２世はこの戦いにおいて死亡したとされる。
紀元前609年の春、エジプトのネコ2世はアッシリア軍を援護するため、かなりの規模の軍を率いてきた。大軍の先頭は主に傭兵から成っていた。陸軍の動きに合わせて地中海上を進む艦隊で陸軍を擁護しながら、ネコは沿岸の海の道（Via Maris）を通ってシリア地方へ入った。彼は、イズレエル平野の南に連なる丘の尾根を越えていこうとしたが、彼の進路をユダの軍が遮っていた。ユダの王ヨシュアはバビロニア軍の援護を受けつつ、ネコの進軍をメギドで食い止めようとしたが、激しい戦闘が起こり、ヨシュアは殺された（メギドの戦い）。ネコは進軍を続け、アッシュル・ウバリトの軍と合流し、彼らはユーフラテス川を渡ってハッラーンを包囲した。ハッラーンの奪還に失敗すると、彼らはシリア北部へ退却した。
紀元前605年、ナボポラッサルの息子、皇太子ネブカドネザルはネコ及びアッシリアの残存軍とカルケミシュで戦った（カルケミシュの戦い）。紀元前605年に退位して数ヶ月のうちに、ナボポラッサルは53歳でその死を迎えた。自然死であったと思われる。ネブカドネザルは王としての地位を固めるべく、バビロンへと急いだ。跡を継いだネブカドネザルはエジプト軍を撃退し、新バビロニア帝国の最盛期を築くことになるのである。

## 建設事業
ナボポラッサルの治世において、各種の建設事業により新バビロニア帝国が活況を呈した時期があった。それは彼の息子、ネブカドネザルの治世を通じて続いた。古い王朝の主要都市のほぼ全てにおける寺院とジッグラトが修復あるいは再建された。一方、首都バビロンも拡張された。側防塔や濠を備えた城塞から成る二重の城壁で囲われた。ネブカドネザル２世の名前は、ナボポラッサルに関する記録の中で初めて登場するが、それによれば、彼はマルドゥク神の神殿修復の労働者であった。
1921年にイラクのバグダッドで発見されたシリンダー（円筒形碑文）は、ナボポラッサルに関するものとされる。その中で、彼はとても敬虔な人物として描かれており、神殿と、その儀式の完全な詳細を復元させたとしている。また、彼はその功績を、シャズ神（Shazu。マルドゥク神の異名の1つ）に帰している。碑文には、ナボポラッサルのいくつかの軍事征服や戦果と、マルドゥク神や他の神への彼の帰心について記されている。